# Finse regering

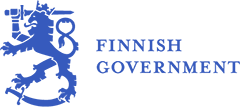
Logo van de Finse regering

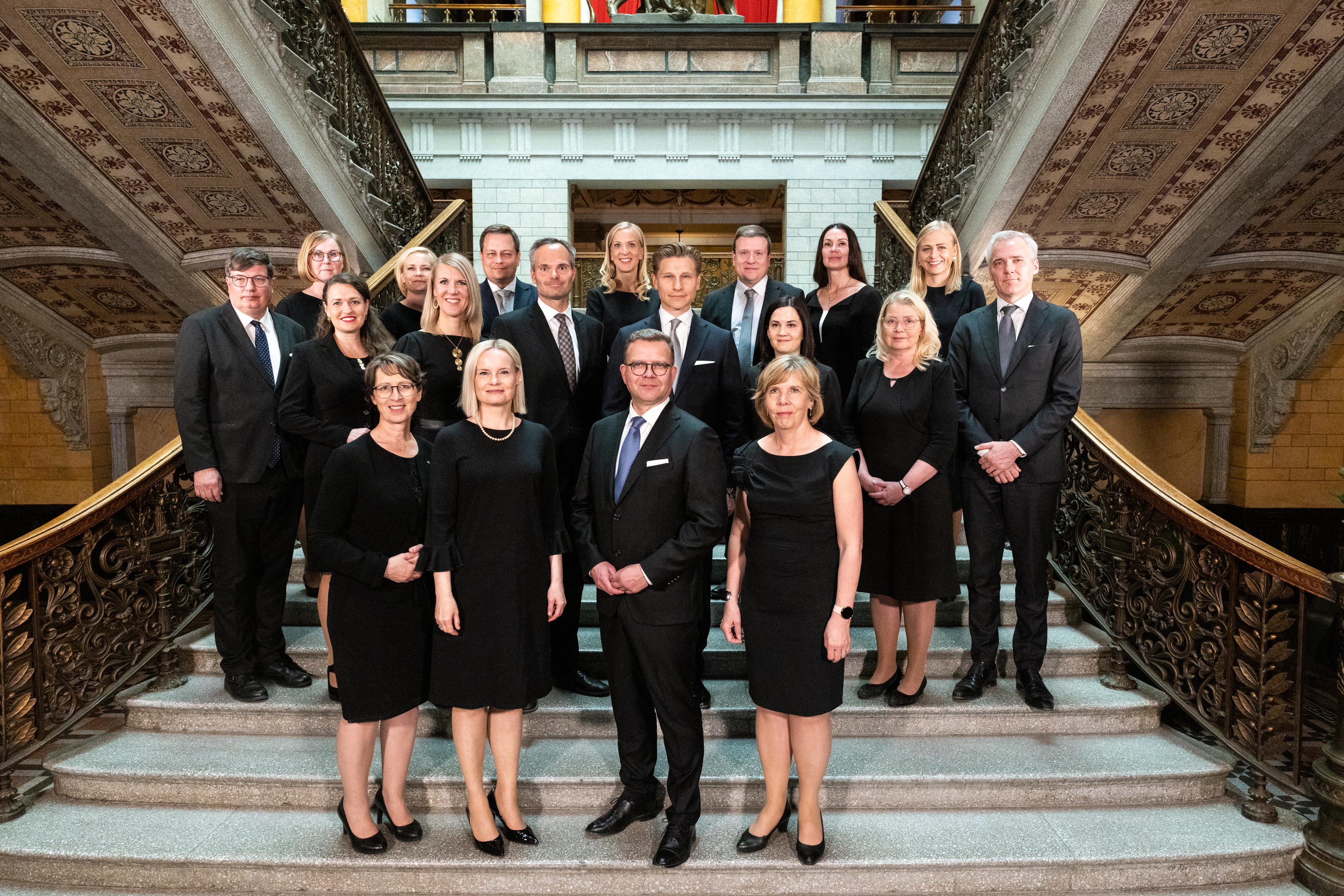
De ministers van het Kabinet-Orpo

De Finse regering (Fins: Suomen valtioneuvosto, Zweeds: Finlands statsråd) is de regering van Finland. Anno 2023 bestaat ze uit negentien ministers, waaronder minister-president Petteri Orpo. Orpo's regering trad aan op 20 juni 2023.

## Geschiedenis
Nadat de Finse Oorlog in 1809 ten einde was gekomen, werd Finland een autonome regio van het Keizerrijk Rusland. In dat jaar kwam er een bestuur onder leiding de regeringsraad, vanaf 1816 de 'Finse Keizerlijke Senaat.' Die senaat bezat toen een economische en een juridische afdeling, die samen weer verantwoordelijk waren voor het bestuur. De afdelingen stonden formeel onder het bestuur van de Russische gouverneur-generaal. De economische afdeling was onderverdeeld in een aantal administratieve departementen, die elk onder leiding stonden van een senator. 
In 1918 werden de senatoren omgedoopt tot ministers en werden de departementen omgedoopt tot ministeries. De economische afdeling werd de Regering van Onafhankelijk  Finland. In totaal kwamen er elf ministeries. De juridische afdeling ging naar de rechterlijke macht.

## Bezetting
Het Kabinet-Orpo, dat op 20 juni 2023 aantrad, bestaat uit negentien ministers van de Nationale Coalitiepartij, de Finnenpartij, de Zweedse Volkspartij en de Christendemocraten.